# Giancarlo de’ Medici
Giancarlo de’ Medici (ur. 24 lipca 1611 we Florencji, zm. 23 stycznia 1663 tamże) – włoski kardynał.

## Życiorys
Był synem Kosmy II Medyceusza i Marii Magdaleny Austriaczki oraz bratem Ferdynanda II i Leopoldo de’ Mediciego. 14 listopada 1644 został kreowany kardynałem, a rok później otrzymał diakonię S. Maria Nuova. Został członkiem Kongregacji ds. Ceremoniału, Kongregacji Rozkrzewiania Wiary i Kongregacji ds. Obrzędów. Uczestniczył w konklawe 1655. W 1655 roku był odpowiedzialny za powitanie w Rzymie nowo nawróconej na katolicyzm, królowej Krystyny Wazy. W marcu 1656 Medici otrzymał diakonię San Giorgio in Velabro. Następnie powrócił do Florencji, gdzie zmarł na udar mózgu w 1663.